# پرچم کینتانا رو
پرچم کینتانا رو در ۳ فوریه ۲۰۱۴ پذیرفته شد.